# Ga Seobinggo
Ga Seobinggo là ga trên Tuyến Jungang. Nó nằm gần cuối phía bắc của Cầu Banpo. Phía Đông Nam của Yongsan Garrison, căn cứ quân sự của Seoul, nó phục vụ bởi nhà ga này. Đại sứ quán của Thổ Nhĩ Kỳ nằm gần Lối thoát 1.

## Bố trí ga
| ↑ Hannam       |
| \| １ \| ２ \| |
| Ichon ↓        |

| 1 | ● Tuyến Gyeongui–Jungang | → Hướng đi Jipyeong → |
| 2 | ● Tuyến Gyeongui–Jungang | ← Hướng đi Munsan     |

## Vùng lân cận
- Lối thoát 1: Trường tiểu học Seobinggo, Đại sứ quán Thổ Nhĩ Kỳ ở Hàn Quốc, trường trung học Hangang
- Lối thoát 2: Sindonga APT, Cầu Banpo, Cầu Jamsu